# Sven Thiele
Sven Thiele (Merseburg, RDA, 12 de mayo de 1969) es un deportista alemán que compitió en lucha libre.
Ganó una medalla de plata en el Campeonato Mundial de Lucha de 1995 y cinco medallas en el Campeonato Europeo de Lucha entre los años 1996 y 2001.
Participó en tres Juegos Olímpicos de Verano, ocupando el sexto lugar en Atlanta 1996, el séptimo en Sídney 2000 y el noveno en Atenas 2004.

## Palmarés internacional
| Campeonato Mundial | Campeonato Mundial       | Campeonato Mundial | Campeonato Mundial |
| Año                | Lugar                    | Medalla            | Categoría          |
| ------------------ | ------------------------ | ------------------ | ------------------ |
| 1995               | Atlanta (Estados Unidos) | Medalla de plata   | 130 kg             |
| Campeonato Europeo |                          |                    |                    |
| Año                | Lugar                    | Medalla            | Categoría          |
| 1996               | Budapest (Hungría)       | Medalla de plata   | 130 kg             |
| 1997               | Varsovia (Polonia)       | Medalla de bronce  | 125 kg             |
| 1999               | Minsk (Bielorrusia)      | Medalla de bronce  | 130 kg             |
| 2000               | Budapest (Hungría)       | Medalla de bronce  | 130 kg             |
| 2001               | Budapest (Hungría)       | Medalla de bronce  | 130 kg             |